# Nibiru (bolygó)
A Nibiru egy feltételezett, a későbbi kutatások alapján nem létező bolygó a Naprendszerünkben, amelyet William Pickering és Percival Lowell matematikai számításai alapján valószínűsítettek. Miután e tudósok megvizsgálták az Uránusz és a Neptunusz mozgását, az elméleti értékektől való eltérések miatt azt feltételezték, hogy egy eddig ismeretlen, jelentős tömegű bolygó is található a Naprendszerben. A Naptól való feltételezett nagy távolsága miatt a bolygó Nap körüli keringési idejét több mint 3500 évre becsülték. A bolygó korábban a NASA weboldalán is  Archiválva 2015. március 19-i dátummal a Wayback Machine-ben megjelent mint újonnan felfedezett bolygó, akkor kapta a Planet-X (a tizedik bolygó) elnevezést. 1992-ben Myles Standish amerikai csillagász azt fejtegette, hogy a bolygók pályájában talált eltérések csak az adott kor mérési eszközeinek pontatlanságából erednek: túlbecsülték a Neptunusz tömegét. Még ma is folynak kutatások arra vonatkozóan, hogy a Naprendszerünkben vannak-e további bolygók.

## A Nibiru bolygó legendája
A Nibiru bolygó legendáját Zecharia Sitchin (1920-2010) orosz származású, az Egyesült Államokban élt újságíró és őstörténet kutató írta meg a világ számos nyelvére lefordított A tizenkettedik bolygó című könyvében. A könyvben a szerző kifejti, hogy a bolygó háromezer-hatszáz év alatt egy elnyújtott ellipszis alakú pályán kerüli meg a Naprendszerünk Napját oly módon, hogy a Naprendszerbe belépve a bolygók forgásirányával szemben halad. Sitchin könyveiben többször is kitér a Nibiru bolygóval kapcsolatos fejtegetéseire, melyeknek forrásául a sumer kultúra régészeti leleteire, ékírásos pecséthengerekre, nyelvi és csillagászati utalásokra hivatkozik. Sitchin munkásságát a tudomány egybehangzóan áltudománynak tartja. A Nibiru bolygó legendája élénken foglalkoztatja a világvége teóriák gyártóit, és így a feltételezett bolygó folyamatos találgatások és feltételezések tárgyává vált.

## A Nibiru és a sumerok
A Nibiru akkád eredetű szó, Marduk főisten égi otthonát jelöli. Marduk főisten, miután megölte az anunnakikat (a legenda szerint ők az égből érkezett megszállók voltak), felköltözött égi otthonába, a Nibirura.

## Összeesküvés-elméletek
A Nibiru az összeesküvés-elmélet-hívők körében népszerű, feltételezésük szerint 2012-ben kereszteznie kellett volna a Föld pályáját, és össze kellett volna ütköznie vele, bolygónk pusztulását okozva ezzel. Az UFO-hívők szerint a Nibiru törpecsillag, amely körül egy kisebb méretű bolygó kering, amelyen idegen humanoid lények élnek. Más feltételezések szerint a Nibiru egy mesterséges égitest, amin magas fejlettségű és nagy termetű, emberszerű lények élnek, akik az égitest Föld-közeli periódusaiban rendszeresen meglátogatják az emberiséget, és jeleket, nyomokat hagynak Földünkön.